# 페라리 575M 마라넬로
페라리 575 마라넬로(영어: Ferrari 575M Maranello)는 페라리에서 2002년부터 2006년까지 생산했던 GT카이다.

## 사양

### 엔진[4][5]
- 구성: 세로 방향으로 장착된 전면 엔진, 후륜 구동 레이아웃 65° V12
- 흡기: 자연흡기
- 연료 공급: 보쉬 Motronic M 5.2 연료 분사
- 배기량: 5,748 cc (5.7 L; 350.8 cu in)
- 보어 스트로크: 89 mm × 77 mm (3.50 in × 3.03 in)
- 밸브 트레인: DOHC, 실린더 당 4 밸브
- 윤활: 드라이 섬프
- 최고출력: 515 PS (379 kW; 508 hp)
- 최대토크: 588 N·m (434 lb·ft)

### 성능
- 최고 속도: 325 km/h (202 mph)

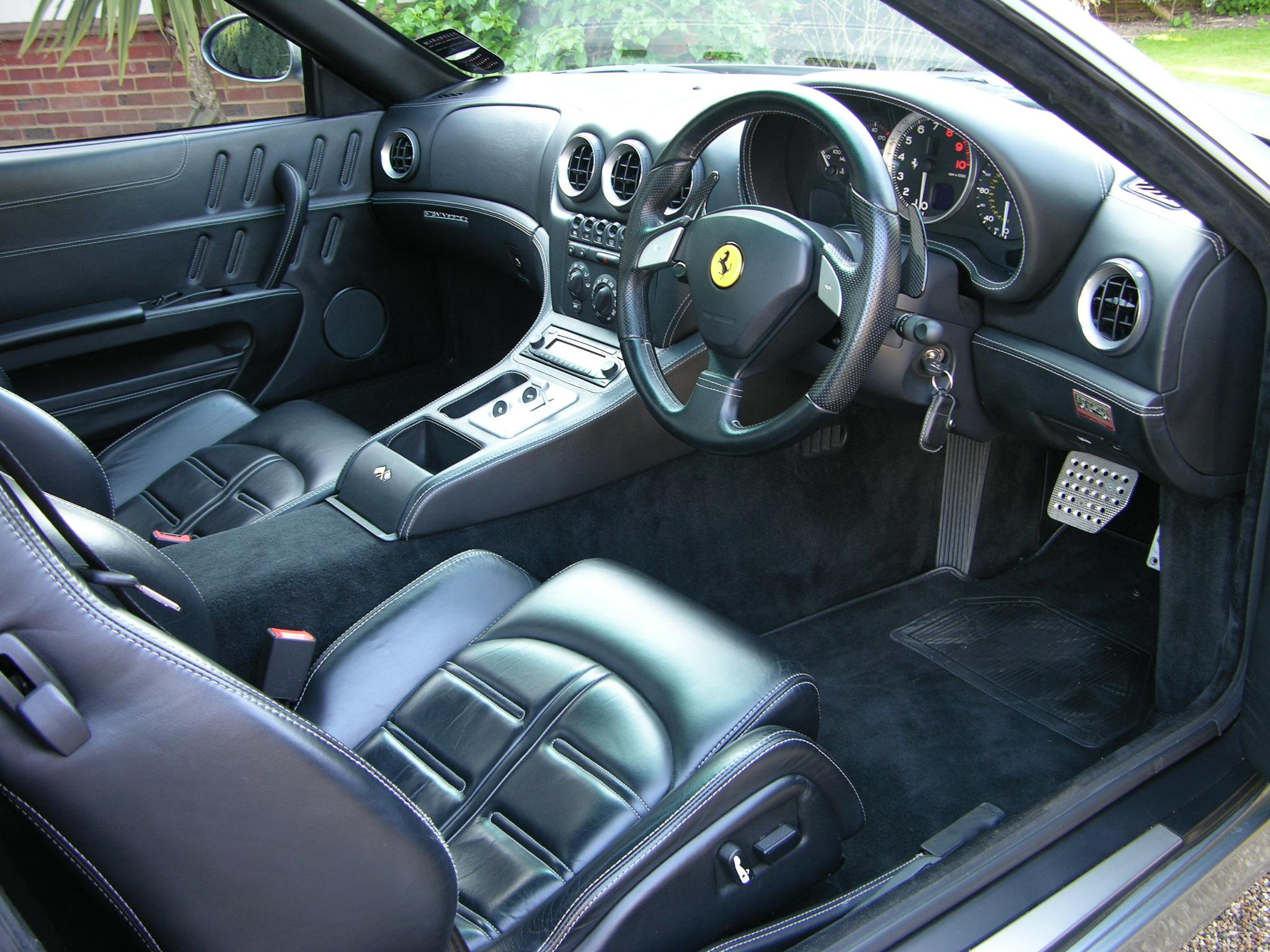
Interior with F1 paddleshift gearbox

- 0에서 100 km/h (62 mph)의 가속 시간: 4.2초
- 0에서 400m: 12.25초
- 0에서 1,000m: 21.9초

F1 기어박스의 모든 수치(수동 기어박스의 경우 +0.05초)

### 치수[3]
- 프론트: 1,632 mm (64.3 in)
- 리어: 1,586 mm (62.4 in)
- 연료 커패시티: 105 L (27.7 US gal)